# Суходрев (приток Шани)
Суходрев — река в России, протекает по Малоярославецкому и Дзержинскому районам Калужской области. Устье реки находится в 9,6 км от устья Шани по левому берегу. Длина реки составляет 96 км, площадь водосборного бассейна — 1340 км².
Название реки балтского происхождения.

## География
Река берёт начало на востоке Малоярославецкого района у села Дмитриевского. Верхний отрезок до резкого поворота на юго-запад — относительно молодой участок, разработан слабо. В среднем и нижнем течении река значительно расширяется, образуется пойма и три надпойменные террасы. Ширина Суходрева в низовьях достигает 5 км, поймы до 3 км.
Некоторые учёные объясняют несоответствие водотока его широкой долине в низовье тем, что раньше там протекала река Оки, сменившая в период московского оледенения своё русло.

### Притоки
(указано расстояние от устья)
- 7,5 км: река Медынка (пр)
- 38 км: река Песочня (лв)
- 48 км: река Путынка (пр)
- 52 км: река Локня (пр)
- 60 км: река Рожня (лв)
- 69 км: река Суходревка (пр)
- 84 км: река Каменка (пр)

## Данные водного реестра
По данным государственного водного реестра России относится к Окскому бассейновому округу, водохозяйственный участок реки — Угра от истока и до устья, речной подбассейн реки — Бассейны притоков Оки до впадения Мокши. Речной бассейн реки — Ока.
Код объекта в государственном водном реестре — 09010100412110000021542.

## Происшествия
В июле 2018 года предприятие «Чароен Покпанд Фудс» слило в реку в районе села Васильевского жидкие свиные фекалии, в результате чего произошёл замор 90 % ихтиофауны нижнего участка реки, а вода превратилась в зловонную серо-чёрную жижу с разлагающейся рыбой и другими организмами. Ущерб биологическим ресурсам причинён на 1,4 млн рублей, возбуждено уголовное дело по части 1 статьи 250 УК РФ.
Весной 2020 года жители Детчина обратили внимание на необычный цвет воды в Суходреве и случаи массовой гибели рыбы. Калужской межрайонной природоохранной прокуратурой была проведена проверка соблюдения природоохранного законодательства ПАО «Русский продукт». Проверкой установлено, что предприятием допускалось загрязнение реки Путынка в результате неэффективной работы очистных сооружений. В сточных водах было выявлено превышение установленных нормативов допустимых концентраций загрязняющих веществ. В итоге по постановлениям прокуратуры завод и его должностное лицо оштрафованы на 200 000 рублей. 28 марта 2019 года министерство природных ресурсов и экологии Калужской области и ПАО «Русский Продукт» заключили соглашение «О взаимодействии по экологической реабилитации р. Путынка и р. Суходрев в районе пос. Детчино Малоярославецкого района и иным природоохранным мероприятиям». Соглашение кроме проведения регулярного мониторинга качества воды в реках предусматривает проведение модернизации очистных сооружений, внедрение новых технологий очистки стоков.